# The Sun Also Rises (película de 1957)
The Sun Also Rises (conocida en español como Fiesta en España, Y ahora brilla el sol en Uruguay y El sol sale para todos en Venezuela) es una película dramática estadounidense de 1957, una adaptación cinematográfica de la novela Fiesta (título original en inglés The Sun Also Rises) de Ernest Hemingway, escrita en 1926, y dirigida por Henry King. El guion fue escrito por Peter Viertel y protagonizado por Tyrone Power, Ava Gardner, Mel Ferrer y Errol Flynn. Parte se filmó en Francia y en España, así como en México en Cinemascope y en color por Deluxe. Lo más destacado de la película es el famoso encierro de toros en Pamplona (Navarra) y dos corridas de toros.

## Argumento
Un grupo de escritores estadounidenses, expatriados y desilusionados vive un estilo de vida disoluto, decadente y hedonista en Francia y España en la década de 1920. La historia mezcla amores no correspondidos, secretos que afectan la vida normal de un hombre y las corridas de toro, donde Brett (Ava Gardner) es el personaje principal que no sabe a quién amar, entre ellos un escritor y ex soldado (Tyrone Power), un torero llamado Pedro, y a su vez un inglés llamado Cohn quien está locamente enamorado de Brett. A ellos se une un suizo llamado Campbell (Errol Flynn) quien la mayor parte de la trama está pasado de tragos y en constantes pleitos.

## Reparto
- Tyrone Power como Jake Barnes
- Ava Gardner como Lady Brett Ashley
- Mel Ferrer como Robert Cohn
- Errol Flynn como Mike Campbell
- Eddie Albert como Bill Gorton
- Gregory Ratoff como Count Mippipopolous
- Juliette Gréco como Georgette Aubin
- Marcel Dalio como Zizi
- Henry Daniell como Army doctor
- Bob Cunningham como Harris
- Danik Patisson como Marie
- Robert Evans como Pedro Romero

## Producción

### Desarrollo
Los derechos cinematográficos de la novela se vendieron a fines de la década de 1920 por $ 10.000. Estos derechos fueron transferidos a la primera esposa de Hemingway, Hadley Richardson, por el autor en el momento de su divorcio, por lo que nunca se benefició personalmente de la venta.
Originalmente, la película se iba a realizar en RKO, posiblemente protagonizada por Ann Harding. En 1940, el agente y productor Charles Feldman compró los derechos del ex marido de Harding, el actor Harry Bannister, por 35.000 dólares.
En 1948, se anunció que Howard Hawks había comprado los derechos cinematográficos. Posteriormente vendió parte de su participación a Feldman, pero el proyecto no pasó de la etapa de desarrollo. En 1955, Hawks y Feldman vendieron los derechos de la novela a Darryl F. Zanuck de 20th Century Fox, quien todavía esperaba utilizar a Hawks como director. Esto fue parte de un acuerdo mediante el cual Feldman vendió su participación en varios proyectos a Fox. – los otros incluyeron Heaven Knows, Mr Allison, The Wayward Bus y Oh Men! ¡Ay Mujeres! . De este trato, los derechos de The Sun Also Rises se estimaron en $ 125,000.

Zanuck contrató a Peter Viertel para escribir el guion. Viertel luego reflexionó:
El largo lapso de tiempo desde la publicación del libro no hará que pierda su valor. La historia no tiene edad. Debería renovar su impacto para nuestra generación moderna. Es fascinante en sus impresiones de Europa después de la Primera Guerra Mundial, porque muchas de estas impresiones se repiten hoy.

### Casting
Zanuck quería el papel principal interpretado por Gregory Peck, que había aparecido anteriormente en varias adaptaciones de Hemingway, incluida la popular Las nieves del Kilimanjaro. Jennifer Jones firmó para interpretar a Lady Brett.
La película se convirtió en la primera producida por la propia productora independiente de Zanuck luego de su salida de Fox (aunque Fox todavía la distribuiría).
El director de fotografía Charles Clarke comenzó a filmar secuencias taurinas en Pamplona en junio de 1956.
Henry King firmó para dirigir y Walter Reichh para producir. Jennifer Jones tuvo que retirarse de la película debido a su compromiso de hacer A Farewell to Arms para su esposo David O. Selznick. Dana Wynter y Robert Stack fueron mencionados como posibles pistas. Ava Gardner fue anunciada para la protagonista femenina, pero luego se retiró para hacer Thieves Market con William Wyler, por lo que Susan Hayward fue elegida en su lugar.
Sin embargo, Hemingway insistió en que Gardner interpretara a Lady Brett, por lo que Zanuck fue tras ella y logró que firmara. "Estoy convencido de que Lady Brett Ashley es el personaje más interesante que he interpretado", dijo Gardner.
Zanuck afirmó más tarde que el casting de Gardner obligó a posponer la película de septiembre de 1956 a febrero de 1957. Esto significaba que la película no podía rodarse en realidad en Pamplona, "a menos que quisiéramos rodar una fiesta en la nieve". Se decidió filmarlo en México en su lugar. Con todo, se realizaron numerosas tomas de varios lugares de Pamplona, entre ellos el Café Iruña, aunque «ninguno de sus numerosos protagonistas, Ava Gadner, Tyrone Power, Errol Flyn, Mel Ferrer, Eddie Albert, Juliette Greco y Robert Evans, estuvo en Pamplona.»
En febrero de 1957, Tyrone Power firmó para interpretar al protagonista masculino. Luego se unió Mel Ferrer, seguido de Eddie Albert y Errol Flynn. A la cantante Juliette Gréco también se le dio un papel después de que Mel Ferrer y Audrey Hepburn la vieran cantando en un café.
Walter Reisch se retiró como productor debido a sus otros compromisos con Fox y Zanuck decidió producir la película personalmente.
El productor Darryl F. Zanuck vio al vendedor de trajes Robert Evans en El Morocco y decidió elegirlo como el joven torero Pedro Romero en la película. Lo hizo en contra de los deseos de los coprotagonistas Ava Gardner y Tyrone Power, así como del propio Hemingway. Zanuck anuló a todos los involucrados, y Evans, quien más tarde se convirtió en un productor popular, usó la respuesta de Zanuck como título para su autobiografía de 1994, The Kid Stays in the Picture.

### Producción
El rodaje comenzó en marzo de 1957 en Morelia, Michoacán, México. La intención era rodar en Pamplona, pero los árboles no tenían follaje y la producción no podía permitirse el lujo de esperar. También hubo rodaje en España y Francia.
Aunque la novela de Hemingway tenía un escenario indefinido de "mediados de la década de 1920" cuando se publicó en 1926, la adaptación cinematográfica ubica la historia alrededor de 1922. La película utiliza como motivo la canción "You Do Something To Me", que no se escribió hasta 1929.
Zanuck originalmente tenía la intención de filmar algunas escenas en el backlot de Fox en Hollywood, pero cambió de opinión y llevó la unidad a París y Biarritz. Esto agregó un estimado de $ 250,000 al presupuesto.

## Recepción

### Reacción de Hemingway
Ernest Hemingway vio la película pero salió después de 25 minutos diciendo:

I saw as much of Darryl Zanuck's splashy Cook's tour of Europe's lost generation bistros, bullfights, and more bistros... It's pretty disappointing and that's being gracious. Most of my story was set in Pamplona so they shot the film in Mexico. You're meant to be in Spain and all you see walking around are nothing but Mexicans... It looked pretty silly. The bulls were mighty small for a start, and it looked like they had big horns on them for the day. I guess the best thing about the film was Errol Flynn.
Vi la mayor parte de la ostentosa gira de Cook de Darryl Zanuck por bistrós, corridas de toros y más bistrós de la generación perdida de Europa... Es bastante decepcionante, y eso es ser amable. La mayor parte de mi historia estaba ambientada en Pamplona, pero filmaron la película en México. Estás destinado a estar en España y todo lo que ves caminando son nada más que mexicanos... Parecía bastante tonto. Los toros eran muy pequeños para empezar, y parecían tener una gran cornamenta para la ocasión. Supongo que lo mejor de la película fue Errol Flynn.
Ernest Hemingway.

"Fue horrible hablar sobre mi imagen antes de que salieran las reseñas", dijo Zanuck:

I think a writer is entitled to criticize if there is a complete distortion. But if he sees that there has been a serious attempt to put his story on the screen, even if it failed in some instances, he doesn't have the right to destroy publicly something he's been paid money for... Over 60% of the dialogue in the picture is out of Hemingway's book... We treated it as something Holy... We showed the script to him and he made some changes. We even showed it to him again after the changes were made... If the picture doesn't satisfy Hemingway he should read the book again... because the book won't satisfy him... I don't think he saw the picture. I think someone told him about it
Creo que un escritor tiene derecho a criticar si hay una distorsión completa. Pero si ve que ha habido un intento serio de poner su historia en la pantalla, incluso si fracasó en algunos casos, no tiene derecho a destruir públicamente algo por lo que le han pagado dinero... Más del 60% del diálogo en la imagen está fuera del libro de Hemingway... Lo tratamos como algo sagrado... Le mostramos el guion e hizo algunos cambios. Incluso se lo mostramos nuevamente después de que se hicieron los cambios... Si la imagen no satisface a Hemingway, debería volver a leer el libro... porque el libro no lo satisfará... No creo que haya visto la imagen. Creo que alguien se lo contó.
Daryl Zanuck.

La actuación de Flynn fue muy aclamada y dio lugar a una serie de papeles en los que interpretó a alcohólicos.

### Crítico
La revista Filmink escribió más tarde que "En su mayor parte, el manejo de la película es erróneo, erróneo, erróneo; de hecho, parte de ella es francamente horrible... El trato es demasiado reverencial cuando tiene que ser una película sobre personas reales que respiran".

## Última versión
Una versión cinematográfica posterior de la novela, dirigida por James Goldstone, se realizó para la televisión estadounidense como una miniserie de dos partes en 1984.